# Administrativní dělení Papuy Nové Guineje

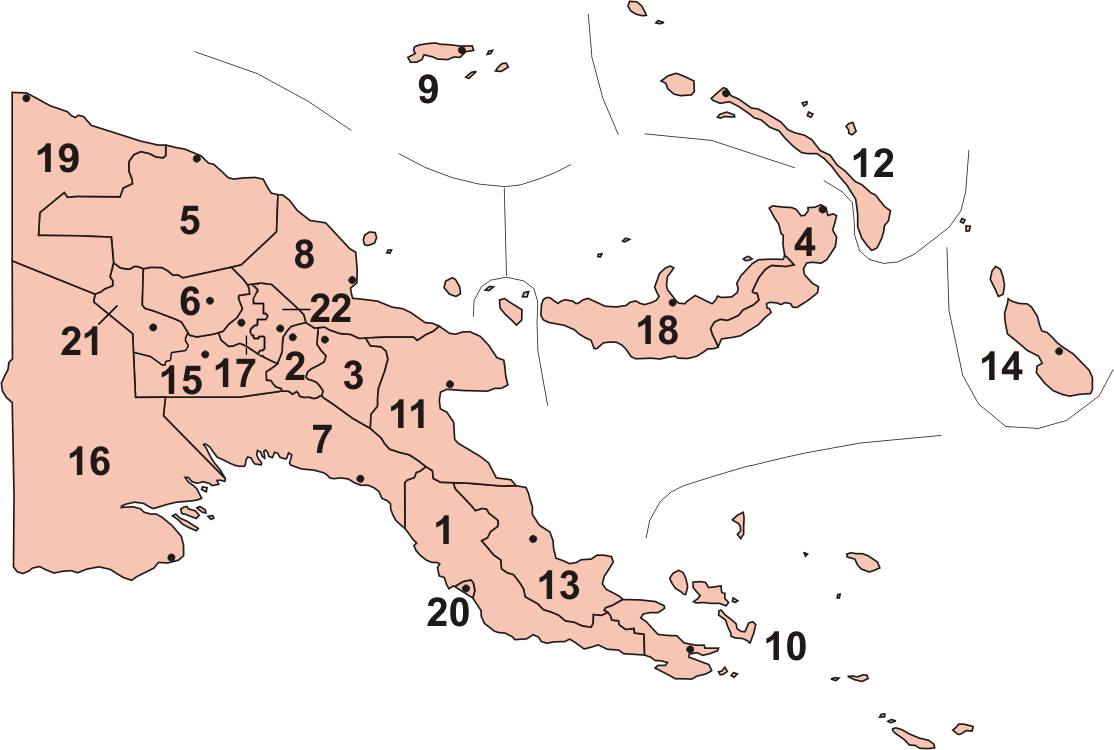
Mapa provincií

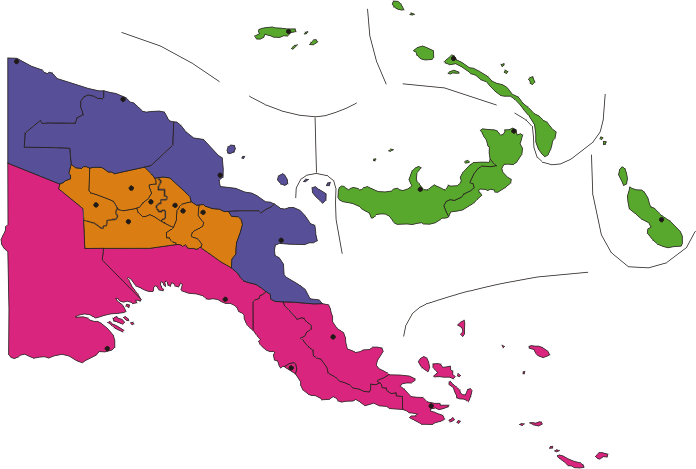
Mapa regionů

Papua Nová Guinea je podle své ústavy unitárním státem, který se dělí na 22 správních jednotek prvního stupně: dvacet provincií, Autonomní území Bougainville a teritorium hlavního města Port Moresby. Plošně největší je Západní provincie, nejvíce obyvatel má provincie Morobe.
Po vyhlášení nezávislosti země v roce 1975 byl zřízeno devatenáct provincií. Bougainville s přilehlými ostrovy, kde existovalo silné ozbrojené hnutí za nezávislost, případně připojení k Šalomounovým ostrovům, získal podle dohody mezi vládou a separatisty v roce 2000 vyšší míru samosprávy než ostatní provincie, má vlastní parlament a prezidenta. Fakticky začala autonomie fungovat po ukončení bojů v roce 2005 (na rok 2019 je naplánováno referendum o případném odtržení Bougainville). V roce 2012 došlo k správní reformě, podle níž vznikly dvě nové provincie: od Jižní Vysočiny se oddělila Hela a od Západní Vysočiny Jiwaka.
Některé provincie změnily svůj název: Západní provincie se označuje jako Fly River, Severní provincie jako Oro a Západní Sepik jako Sandaun. Nová jména se běžně používají, nejsou však oficiální, protože by to vyžadovalo změnu ústavy. Také provincii Chimbu se někdy říká Simbu a autonomnímu regionu Bougainville Severní Šalomounovy ostrovy.
Papua Nová Guinea je rozdělena pro správní a ekonomické účely do čtyř hlavních regionů (příslušnost provincií k regionům je uvedena v tabulce): Papua, Momase, Vysočina (Highlands) a Ostrovy (Islands). Každá provincie kromě teritoria hlavního města se dále dělí na okresy (sloužící také jako volební obvody do parlamentu) a ty jsou tvořeny místními samosprávami.
| Číslo (viz mapu) | Region           | Provincie                    | Hlavní město | Rozloha (km²) | Počet obyvatel (sčítání 2011) | Hustota obyvatel |
| ---------------- | ---------------- | ---------------------------- | ------------ | ------------- | ----------------------------- | ---------------- |
| 1                | Papua Region     | Centrální provincie          | Port Moresby | 29 998        | 269 756                       | 6,21             |
| 2                | Highlands Region | Chimbu                       | Kundiawa     | 6 112         | 376 473                       | 42,42            |
| 3                | Highlands Region | Eastern Highlands            | Goroka       | 11 157        | 579 825                       | 38,35            |
| 4                | Islands Region   | Východní Nová Británie       | Kokopo       | 15 274        | 328 369                       | 14,20            |
| 5                | Momase Region    | Východní Sepik               | Wewak        | 43 426        | 450 530                       | 7,98             |
| 6                | Highlands Region | Enga                         | Wabag        | 11 704        | 432 045                       | 22,60            |
| 7                | Papua Region     | Gulf                         | Kerema       | 34 472        | 158 194                       | 3,04             |
| 8                | Momase Region    | Madang                       | Madang       | 28 886        | 493 906                       | 12,49            |
| 9                | Islands Region   | Manus                        | Lorengau     | 2 000         | 50 231                        | 20,76            |
| 10               | Papua Region     | Milne Bay                    | Alotau       | 14 345        | 276 512                       | 14,93            |
| 11               | Momase Region    | Morobe                       | Lae          | 33 705        | 674 810                       | 15,56            |
| 12               | Islands Region   | Nové Irsko                   | Kavieng      | 9 557         | 194 067                       | 12,31            |
| 13               | Papua Region     | Oro                          | Popondetta   | 22 735        | 186 309                       | 5,82             |
| 14               | Islands Region   | Autonomní území Bougainville | Buka         | 9 384         | 249 358                       | 15,18            |
| 15               | Highlands Region | Jižní Vysočina               | Mendi        | 15 089        | 510 245                       | 23,86            |
| 16               | Papua Region     | Západní provincie            | Daru         | 98 189        | 201 351                       | 1,53             |
| 17               | Highlands Region | Západní Vysočina             | Mount Hagen  | 4 299         | 362 850                       | 59,12            |
| 18               | Islands Region   | Západní Nová Británie        | Kimbe        | 20 387        | 264 264                       | 8,80             |
| 19               | Momase Region    | Západní Sepik                | Vanimo       | 35 820        | 248 411                       | 5,12             |
| 20               | Papua Region     | Hlavní město                 | Port Moresby | 240           | 364 125                       | 1051, 95         |
| 21               | Highlands Region | Hela                         | Tari         | 10 498        | 249 449                       | 17,71            |
| 22               | Highlands Region | Jiwaka                       | Banz         | 4 798         | 343 987                       | 38,68            |